# Tupasaari (ö i Södra Savolax, Pieksämäki)
Tupasaari är en ö i Finland. Den ligger i sjön Lentunen och i kommunen Jockas i den ekonomiska regionen  Pieksämäki ekonomiska region  och landskapet Södra Savolax, i den södra delen av landet, 230 km nordost om huvudstaden Helsingfors. Öns area är 3,7 hektar och dess största längd är 330 meter i sydöst-nordvästlig riktning.